# Zigismunds Sirmais
Zigismunds Sirmais (né le 6 mai 1992 à Riga) est un athlète letton spécialiste du lancer du javelot. Il l'est l'ancien détenteur du record du monde junior de la discipline avec 84,69 m.

## Carrière sportive
Il détient le record national junior avec 77,97 m obtenus à Moncton, lors des Championnats du monde juniors (en qualifications, il ne renouvèle pas cet exploit en finale). Précédemment, il avait réalisé 75,09 m à Jēkabpils le 17 juin 2010. En mars 2011, Zigismunds Sirmais établit un nouveau record du monde junior de la discipline avec 84,69 m à Bauska le 22 juin 2011.
Il bat le record des championnats lors des Championnats d'Europe juniors d'athlétisme 2011 à Tallinn pour y remporter la médaille d'or. Il remporte la médaille d'or lors des Championnats d'Europe espoirs 2013 à Tampere et celle de bronze lors de l'Universiade d'été de 2015 à Gwangju.
Peinant à confirmer ses 84,69 m, Sirmais devient le 7 juillet 2016, à la surprise générale, champion d'Europe lors des Championnats d'Europe d'Amsterdam. Avec un jet à 86,66 m, il améliore son record personnel de près de deux mètres et devance sur le podium le Tchèque Vítězslav Veselý (83,59 m) et le Finlandais Antti Ruuskanen (82,44 m).
Le 30 juillet 2018, il annonce son forfait pour les championnats d'Europe de Berlin à cause d'une blessure à l'épaule.

## Palmarès
| Date | Compétition                          | Lieu                  | Résultat | Marque  |
| ---- | ------------------------------------ | --------------------- | -------- | ------- |
| 2010 | Championnats du monde juniors        | Moncton               | 7e       | 73,38 m |
| 2011 | Coupe d'Europe hivernale des lancers | Sofia                 | 1er      | 84,47 m |
| 2011 | Championnats d'Europe juniors        | Tallinn               | 1er      | 81,53 m |
| 2013 | Coupe d'Europe hivernale des lancers | Castellón de la Plana | 1er      | 82,51 m |
| 2013 | Championnats d'Europe espoirs        | Tampere               | 1er      | 82,77 m |
| 2014 | Coupe d'Europe hivernale des lancers | Leiria                | 1er      | 81,60 m |
| 2015 | Universiade                          | Gwangju               | 3e       | 79,37 m |
| 2016 | Championnats d'Europe                | Amsterdam             | 1er      | 86,66 m |

## Records
| Épreuve           | Performance | Lieu      | Date           |
| ----------------- | ----------- | --------- | -------------- |
| Lancer du javelot | 86,66 m     | Amsterdam | 7 juillet 2016 |